# Championnat du Guipuscoa de trainières
Le Championnat du Guipuscoa de traînières est une compétition qui a lieu toutes les ans entre les embarcations des clubs d'aviron fédérés du Guipuscoa.

## Histoire
La Fédération du Guipuscoa d'aviron rassemble une information détaillée des Championnats disputés comme tel depuis 1967. Bien que précédemment à cette date il y ait des indices sur quelques années, dans le Championnat d'Espagne de traînières, pour connaitre la ville ou club a été le champion du Guipuscoa. Avant 1967 il n'y a aucune certitude.

## Palmarès
| Lieu            | Année |                  |                  |                         |
| --------------- | ----- | ---------------- | ---------------- | ----------------------- |
| Saint-Sebastien | 1967  | Hondarribia      | Orio             | Lasarte-Michelin        |
| Hondarribia     | 1970  | Lasarte-Michelin | San Juan         | Hondarribia             |
| Saint-Sebastien | 1973  | Orio             | Lasarte-Michelin | Getaria                 |
| Saint-Sebastien | 1974  | Lasarte-Michelin | Hernani          | Beraun-Koxtape          |
| Hondarribia     | 1975  | Lasarte-Michelin | Orio             | San Juan                |
| Zarautz         | 1976  | Lasarte-Michelin | Orio             | Hernani                 |
| Hondarribia     | 1977  | Lasarte-Michelin | Hernani          | San Juan                |
| Zarautz         | 1978  | San Juan         | Lasarte-Michelin | Hernani                 |
| Hondarribia     | 1979  | Lasarte-Michelin | Orio             | Hondarribia             |
| Getaria         | 1980  | Orio             | Zumaia           | San Juan                |
| Getaria         | 1981  | Zumaia           | Donostia         | Hondarribia             |
| Zarautz         | 1982  | Orio             | Zumaia           | Hernani                 |
| Saint-Sebastien | 1983  | Zumaia           | Orio             | Ur-Kirolak              |
| Hondarribia     | 1984  | Zumaia           | Orio             | San Juan                |
| Getaria         | 1985  | Zumaia           | San Juan         | Orio                    |
| ----            | 1986  |                  |                  |                         |
| Getaria         | 1987  | Zumaia           | San Pedro        | San Juan                |
| Getaria         | 1988  | San Pedro        | San Juan         | Zumaia                  |
| Getaria         | 1989  | San Pedro        | San Juan         | Zumaia                  |
| Getaria         | 1990  | San Pedro        | San Juan         | Arraun Lagunak          |
| Saint-Sebastien | 1991  | San Juan         | Orio             | San Pedro               |
| Getaria         | 1992  | Donibaneko       | San Pedro        | Orio                    |
| Getaria         | 1993  | San Pedro        | Donibaneko       | Orio                    |
| Getaria         | 1994  | San Pedro        | Donibaneko       | Hondarribia             |
| Getaria         | 1995  | San Pedro        | Orio             | Donibaneko              |
| Getaria         | 1996  | San Pedro        | Orio             | Hondarribia             |
| Getaria         | 1997  | San Pedro        | Orio             | San Juan                |
| Getaria         | 1998  | Orio             | San Pedro        | Trintxerpe              |
| Getaria         | 1999  | Orio             | San Juan         | Donibaneko              |
| Getaria         | 2000  | San Juan         | Arraun Lagunak   | Orio                    |
| Getaria         | 2001  | Orio             | Getaria-Zumaia   | San Juan                |
| Getaria         | 2002  | Orio             | San Juan         | Donostia-Santiagotarrak |
| Saint-Sebastien | 2003  | San Juan         | Hondarribia      | Orio                    |
| Saint-Sebastien | 2004  | Hondarribia      | Orio             | Trintxerpe              |
| Mutriku         | 2005  | Hondarribia      | Orio             | Zumaia                  |
| Getaria         | 2006  | Hondarribia      | Zarautz          | Orio                    |
| Saint-Sebastien | 2007  | Zarautz          | Orio             | Zumaia                  |
| Saint-Sebastien | 2008  | Orio             | San Pedro        | Hondarribia             |
| Getaria         | 2009  | San Pedro        | Hondarribia      | Orio                    |
| Saint-Sebastien | 2010  | Hondarribia      | San Juan         | Orio                    |
| Saint-Sebastien | 2011  | Hondarribia      | Zumaia           | Orio                    |

### Sources
- (es) Cet article est partiellement ou en totalité issu de l’article de Wikipédia en espagnol intitulé « Campeonato de Guipúzcoa de Traineras » (voir la liste des auteurs).